# Tockus monteiri
Il buceretto di Monteiro (Tockus monteiri Hartlaub, 1865), che deve il nome all'ingegnere minerario portoghese Joachim João Monteiro, è un uccello della famiglia dei Bucerotidi originario dell'Africa sud-occidentale.

## Descrizione

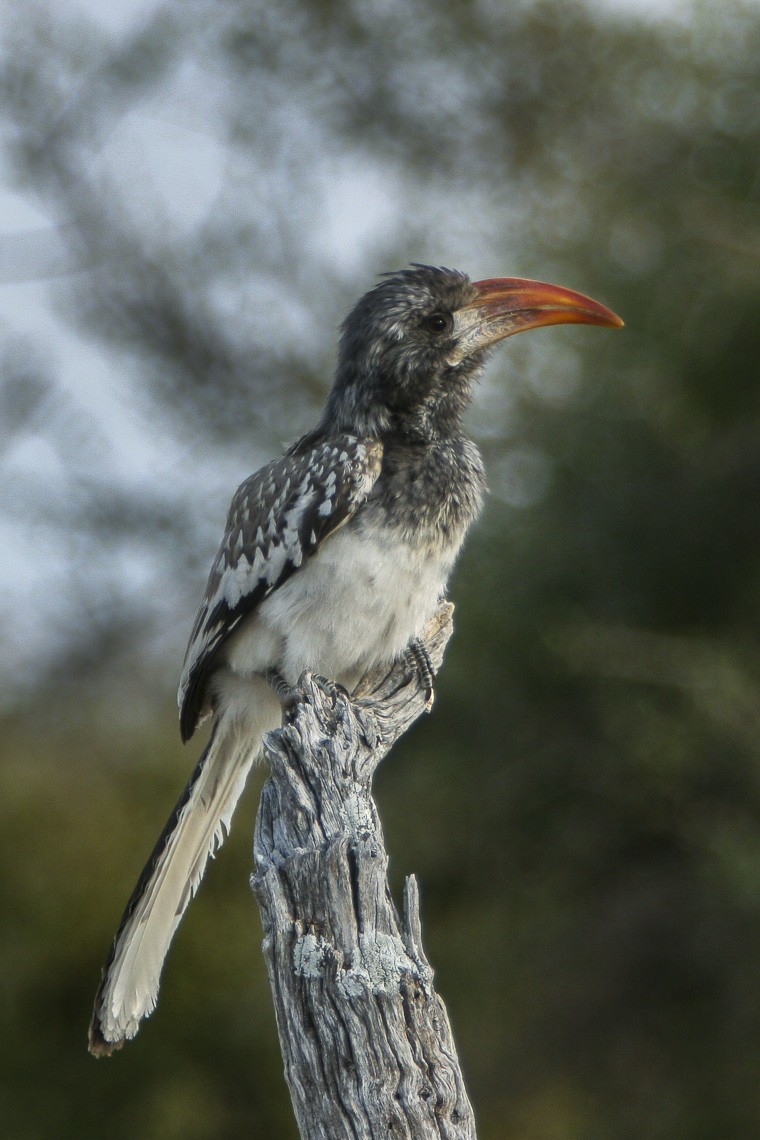
Esemplare immaturo in Namibia.

### Dimensioni
Misura 50 cm di lunghezza, per un peso di 370 g nel maschio e di 269-423 g nella femmina.

### Aspetto
Questo piccolo bucero africano è caratterizzato dai suoi colori bianchi e neri che contrastano armoniosamente. Il maschio adulto ha la testa, la gola e le regioni superiori nere, quest'ultime con una moltitudine di macchioline bianche sulle copritrici alari e la parte superiore del dorso. Nere sono anche le copritrici sotto-caudali e le timoniere centrali della coda. Le remiganti secondarie formano un'ampia fascia bianca sull'ala. Le timoniere esterne sono bianche su tutta la metà inferiore della coda. A partire dalla parte bassa del petto, le parti inferiori sono interamente bianche, compresa la superficie inferiore della coda. Le piume del cappuccio dietro la testa sono un po' più lunghe e formano una sorta di ciuffo che cade sulla nuca. Il becco rosso-arancio è fortemente inclinato verso il basso. La femmina adulta è leggermente più piccola del maschio. Si riconosce per la pelle facciale blu turchese, gli occhi neri e il becco rosso. Il bucero di Monteiro è una specie monotipica, cioè non ha sottospecie.

### Voce
Il suo richiamo è un tooaak-tooaak profondo.

## Biologia

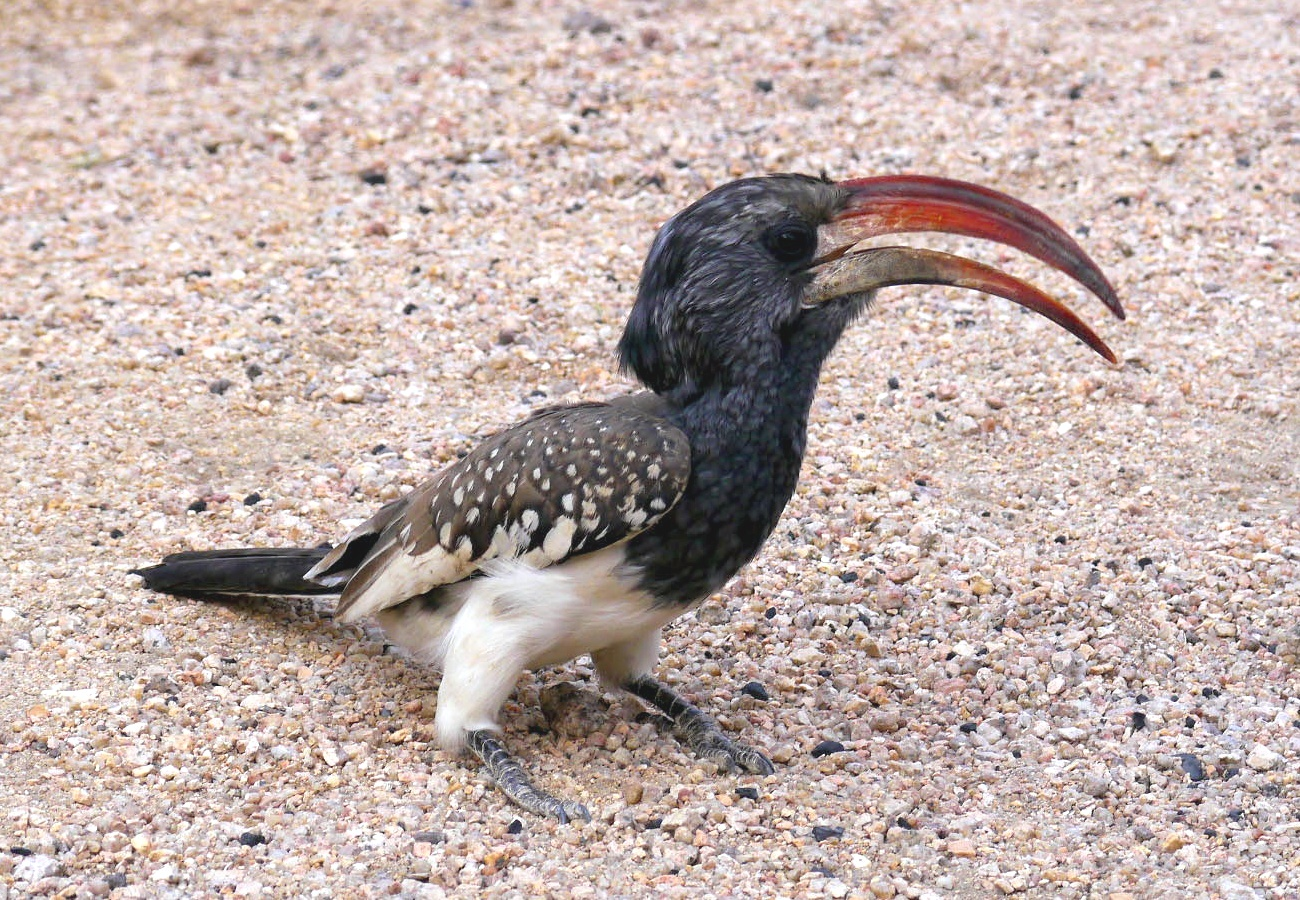
Maschio adulto a Spitzkoppe (Namibia).

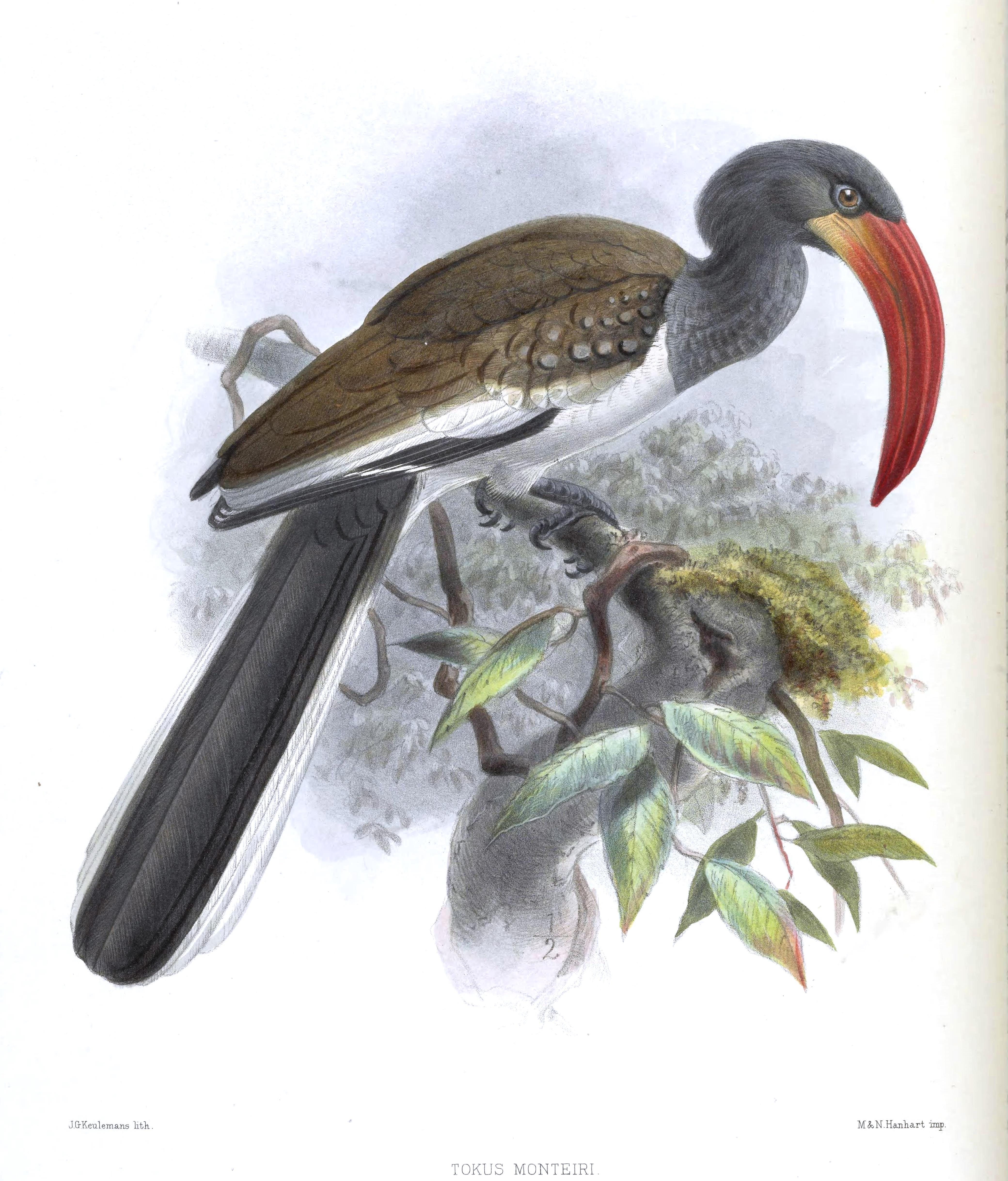
La specie in una tavola di Keulemans.

I buceretti di Monteiro sono uccelli particolarmente rumorosi dal punto di vista delle vocalizzazioni, soprattutto a causa del fatto che sviluppano un comportamento territoriale o semi-territoriale. Talvolta, quando lanciano il loro richiamo, si agitano muovendosi in su e in giù. Durante la parata territoriale, inclinano la testa, aprono le ali a ventaglio ed emettono dei richiami simili al chiocciare di una gallina. La femmina approfitta del suo periodo di clausura all'interno del nido per effettuare la muta completa delle remiganti. Non appena i piccoli sono sviluppati a sufficienza e la loro crescita provoca dei problemi abitativi - tenuto conto della piccolezza del nido -, la femmina frantuma il sigillo che blocca l'entrata, chiude nuovamente l'ingresso e aiuta il maschio a nutrire i piccoli. Questo nuovo aiuto rappresenta un'ulteriore possibilità per i pulcini di sopravvivere. Tuttavia, questo pone la femmina di fronte ad un dilemma: anticipare il prima possibile la sua uscita o aspettare che la muta sia completa, ben sapendo che, se questa non è ancora terminata, è lei che sta mettendo a rischio la propria esistenza?

### Alimentazione
A differenza degli altri membri della famiglia che seguono una dieta onnivora, i buceretti di Monteiro si nutrono quasi esclusivamente di insetti e piccoli artropodi che catturano principalmente a terra o a debole altezza dal suolo. Nonostante il suo ambiente particolarmente arido, il consumo di acqua non costituisce una necessità vitale per questa specie.

### Riproduzione
In primavera, i buceretti di Monteiro migrano nella regione a sud di Windhoek per nidificare. La riproduzione inizia generalmente subito dopo la stagione delle piogge e il nido viene generalmente collocato nella cavità di una parete rocciosa o di un albero non lontano da uno specchio d'acqua. La femmina depone da 2 a 8 uova bianco-grigiastre che cova per 24-27 giorni. I giovani si involano 45 giorni dopo la schiusa. Come in tutti i buceri africani, fatta eccezione per i bucorvi terricoli, la femmina si rinchiude all'interno della sua cavità, che sigilla con fango, escrementi e resti di cibo. Lascia solo una piccola apertura attraverso la quale il maschio può alimentarla e che viene anche usata per gettare fuori i suoi escrementi e le impurità che si raccolgono sul fondo al nido. La cova inizia dopo la deposizione del primo uovo, il che significa che le nascite sono sfalsate e non simultanee. Ciò implica inevitabilmente che i pulcini, generalmente in numero di 4 o 5, hanno tutti dimensioni molto diverse. La loro sopravvivenza dipende dalla vitalità del maschio, dalla sua capacità di riportare il nutrimento e, soprattutto, dall'abbondanza delle risorse.

## Distribuzione e habitat
Il buceretto di Monteiro frequenta paesaggi aperti, ad esempio savane con boscaglia secca e cespugli spinosi. Di tutti i buceri, è probabilmente quello che popola gli ambienti più aridi. Questo uccello è endemico dell'Africa meridionale. Il suo areale comprende l'Angola sud-occidentale e la Namibia nord-occidentale e centrale. Fatta eccezione per alcuni movimenti locali all'inizio della stagione di nidificazione, è una specie per lo più sedentaria.

## Conservazione
È un uccello molto comune e molto diffuso in Namibia. Non è una specie minacciata e la sua popolazione complessiva viene stimata in 340 000 individui.